# Unity (游戏引擎)
Unity是一款跨平台的遊戲引擎，可用於開發2D和3D遊戲，支援多種個人電腦、行動裝置、遊戲主機、網頁平台、擴增實境和虛擬實境，其中在iOS和Android系統的遊戲開發上特別受歡迎，許多人認為容易上手，並在獨立遊戲開發中廣受歡迎。截至2018年，该引擎所支持的平台已经达到27个。
除了在遊戲產業外，Unity也應用在電腦動畫、電腦模擬、電影產業、汽車產業、建築業、工程、甚至美國武裝部隊。

## 歷史
Unity最初於2005年6月在Apple全球開發者大會上公開，由史考特·福斯托透過Mac OS X展示，目的在使遊戲開發得以「大眾化」。隔年，Unity在蘋果公司的Apple Design Awards中獲得了最佳Mac OS X圖形應用程式的亞軍。Unity最初是為Mac OS X開發的，後增加了對Microsoft Windows和網頁瀏覽器的支援。
在Unity发布以来，陆续公布了数个更新版本，包括Unity 4.x和Unity 5.x。2016年12月，鉴于引擎的更新速度逐渐加快，Unity官方决定不再在其版本号中标注纯数字，而改用年份與版本号的复合形式，如Unity 2018.2，发布时间为2018年7月10日。2023年，由于以前以年份作为版本号的命名方式过于混乱，Unity官方重新使用了纯数字版本号，宣布了Unity 6。

## 授權
Unity分为免費的个人版，付費的进阶版、专业版以及面向大型用户的企业版。以下是所有現行的发行版本及其差异：
| 版本名稱 | 是否为全部引擎功能及平台提供支持 | 標誌页面                               | 云构建优先级         | 服务器承载 | 盈利上限 | 績效報告 | 是否提供源代碼和高级功能支持 | 價格（美金） |
| -------- | -------------------------------- | -------------------------------------- | -------------------- | ---------- | -------- | -------- | ---------------------------- | ------------ |
| 個人版   | 是                               | Made with Unity标志+自定义动画（可选） | 標準                 | 20 CCUs    | $100,000 | 否       | 否                           | 免費         |
| 进阶版   | 是                               | Made with Unity标志+自定义动画（可选） | 優先                 | 50 CCUs    | $200,000 | 是       | 否                           | $40/月       |
| 專業版   | 是                               | Made with Unity标志+自定义动画（可选） | 多线程构建           | 200 CCUs   | 無上限   | 是       | 是                           | $150/月      |
| 企業版   | 是                               | Made with Unity标志+自定义动画（可选） | 最高（專用構建通道） | 无限制     | 無上限   | 是       | 是                           | $200/月      |

## 主要特性
Unity引擎主要使用基於Mono的C#腳本API，除了遊戲本體外，也用Unity編輯器與拖放功能等。在採用C#前，Unity曾支援BOO語言，但Unity 5中被移除，而基於BOO的JavaScript實作—UnityScript，則在2017年8月發表的Unity 2017.1棄用。
在2D遊戲中，Unity允許導入精靈圖（sprites）和高級2D世界渲染器。在3D遊戲中，Unity允許為每個支援平台指定紋理壓縮、mipmap和解析度調整，並支持凹凸貼圖、反射貼圖、視差貼圖、螢幕空間環境光遮蔽（SSAO）、使用陰影貼圖的動態陰影、渲染到紋理以及畫面後期處理效果。
有兩個獨立的渲染管線可用，即高畫質渲染管線（HDRP）和通用渲染管線（URP，前身為LWRP），此外還有不再支援的傳統內建管線。這三種渲染管線彼此不兼容。Unity提供了一個工具，可以將使用傳統渲染器的著色器升級到URP或HDRP。
創作者可以透過Unity Asset Store販售製作的素材給其他開發者。包括3D和2D素材。Unity Asset Store於2010年推出。截至2018年，商店的下載量約為4000萬次。

## 支援平台
Unity是一個跨平台引擎。Unity編輯器支援Windows、macOS和Linux平台，而開發的遊戲支援多種平台，包括行動裝置、個人電腦、遊戲主機和虛擬實境。截至Unity 2020 LTS，官方支援以下平台：
- 行動裝置：iOS[31]、iPadOS、Android[31]（Android TV[32]）、tvOS[33]、SteamOS[34]

- 個人電腦：Windows[31] （通用Windows平台[35]）、Mac[9]、Linux[36]

- 網頁平台：WebGL[29]

- 主機平台：PlayStation 4[31]、PlayStation 5[37]、Xbox One[9]、Xbox Series X/S[38]、任天堂Switch[31]

- VR與AR平台：Oculus[31]、PlayStation VR[39]、Google ARCore[40]、Apple ARKit[41]、Windows Mixed Reality[42]（HoloLens[43]） 、Magic Leap[44]、和經由Unity XR SDK[45]的Steam VR（英语：Steam VR）[46]、Google Cardboard[47]

曾支援的平台有Wii、Wii U、PlayStation 3、Xbox 360、Tizen、PlayStation Vita、任天堂3DS、BlackBerry 10、Windows Phone 8、Samsung Smart TV、Gear VR、Daydream、Vuforia、Facebook Gameroom、Stadia。Unity以前支援其他平台，包括其自家的Web瀏覽器插件Unity Web Player，但後被WebGL取代。自版本5起，Unity提供了WebGL捆綁包，使用兩階段語言轉換器（C#到C++，再到JavaScript）編譯為JavaScript。
Unity是任天堂Wii U使用的預設軟體開發套件（SDK），任天堂在給予Wii U開發者許可證時會免費附送一份副本。Unity Technologies稱這種第三方SDK的捆綁是「業界首創」。
2023年8月，Unity中國宣布即將推出基於Unity 2022 LTS的中國版本，名為團結引擎（Tuanjie Engine），包括對中國平台如微信小遊戲、OpenHarmony和AliOS的支援。

## 历史
在正式发布前，Unity经历了多年的开发阶段，Gooball在2005三月发布，运用了Unity的预发售版本开发。
- 2005年6月，Unity 1.0.1发布
- 2009年3月，Unity 2.5加入了对Windows的支持
- 2009年10月，Unity 2.6独立版开始免费
- 2013年11月，Unity跟Xbox One合作，Xbox One將可以使用Unity開發遊戲[63]
- 2014年5月，Unity 4.5發布，加入了在iOS裝置上支援OpenGL ES 3.0。[64]
- 2014年11月26日，Unity 4.6發布，正式導入新的UI系統「UGUI」。[65]
- 2015年3月3日，Unity 5.0於GDC 2015發布，開始支援WebGL。[66]
- 2015年4月13日，Unity宣布支持任天堂的掌机新任天堂3DS作为引擎运行平台。[67]
- 2023年8月23日，Unity中国发布基于Unity 2022LTS版本的Unity中国版引擎「团结引擎」，已支持微信小程序、HMI-Android、QNX、Embedded Linux等平台，并宣布将很快支持OpenHarmony以及AliOS操作系统。[68]
- 2023年9月13日，宣布將從2024年1月開始，開發者透過Unity達到收入門檻，將依照遊戲被安裝的次數對遊戲開發者收進行收費；知名開發商INNERSLOTH對此表達不滿。(此政策已取消)[69]
- 2023年9月23日，Unity宣布取消此前提出的按照下载安装次数的新收费标准。[70]
- 2023年10月9日，Unity宣布公司CEO兼公司主席约翰·里奇蒂洛（英语：John Riccitiello）从公司离职，并辞去董事会职位。此举看作是为此前引发巨大争议的新收费规则负责。[71]

## 相关
- 虚幻引擎
- 游戏引擎列表
- Unity遊戲列表
- WebGL框架列表